# Окружний суд
Окружний суд (англ. District court) — вид судового органу, що утворений для відправлення правосуддя у певному (відповідному) судовому окрузі. Окружні суди існують у судових системах багатьох країн, в тому числі і в Україні. Залежно від конкретної держави окружні суди можуть мати найрізноманітнішу компетенцію та спеціалізацію. Окружний суд (окружні суди) є, як правило, судом (судами) першої інстанції.

## Російська імперія

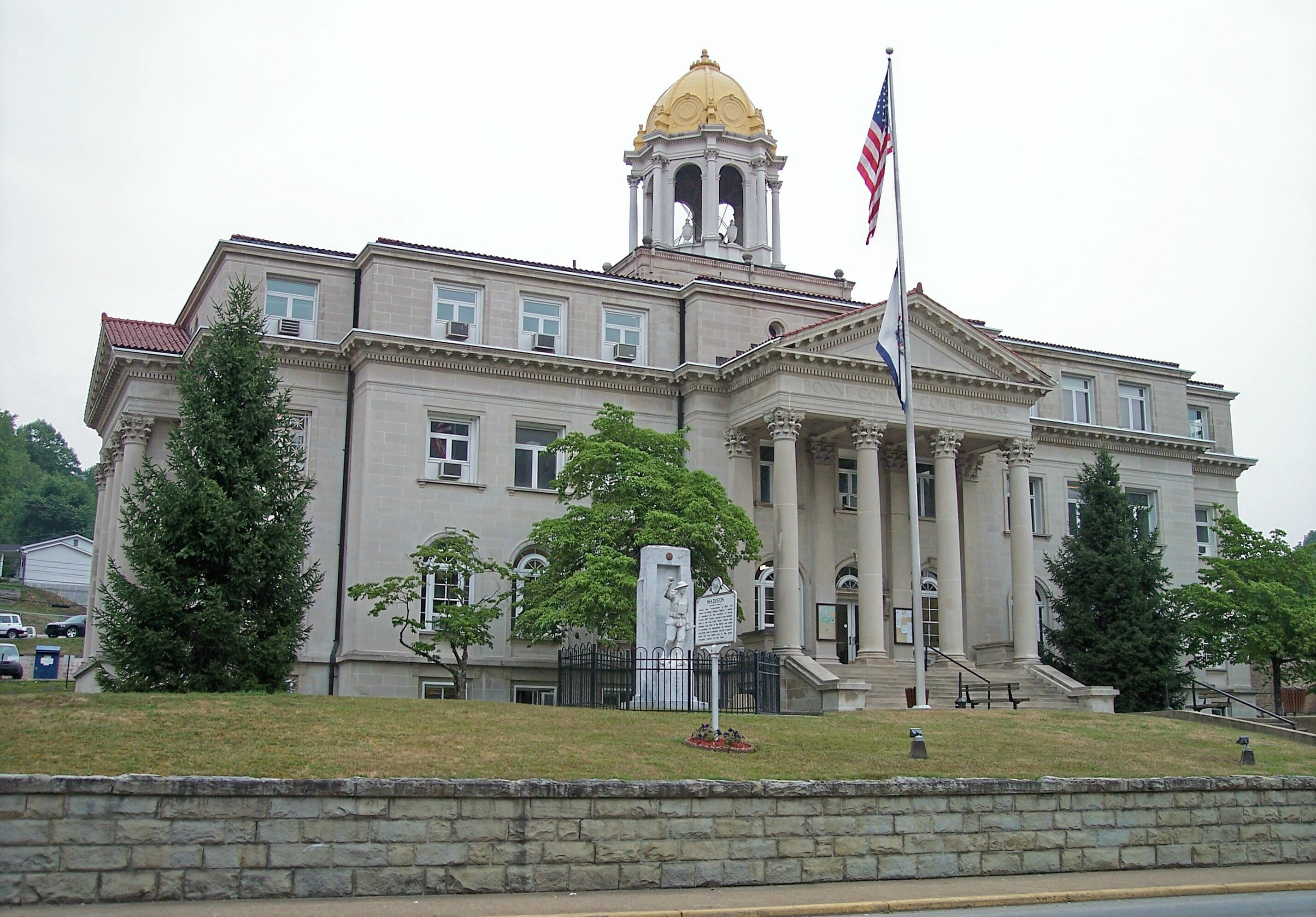
Будівля окружного суду округу Бун, Західна Вірджинія

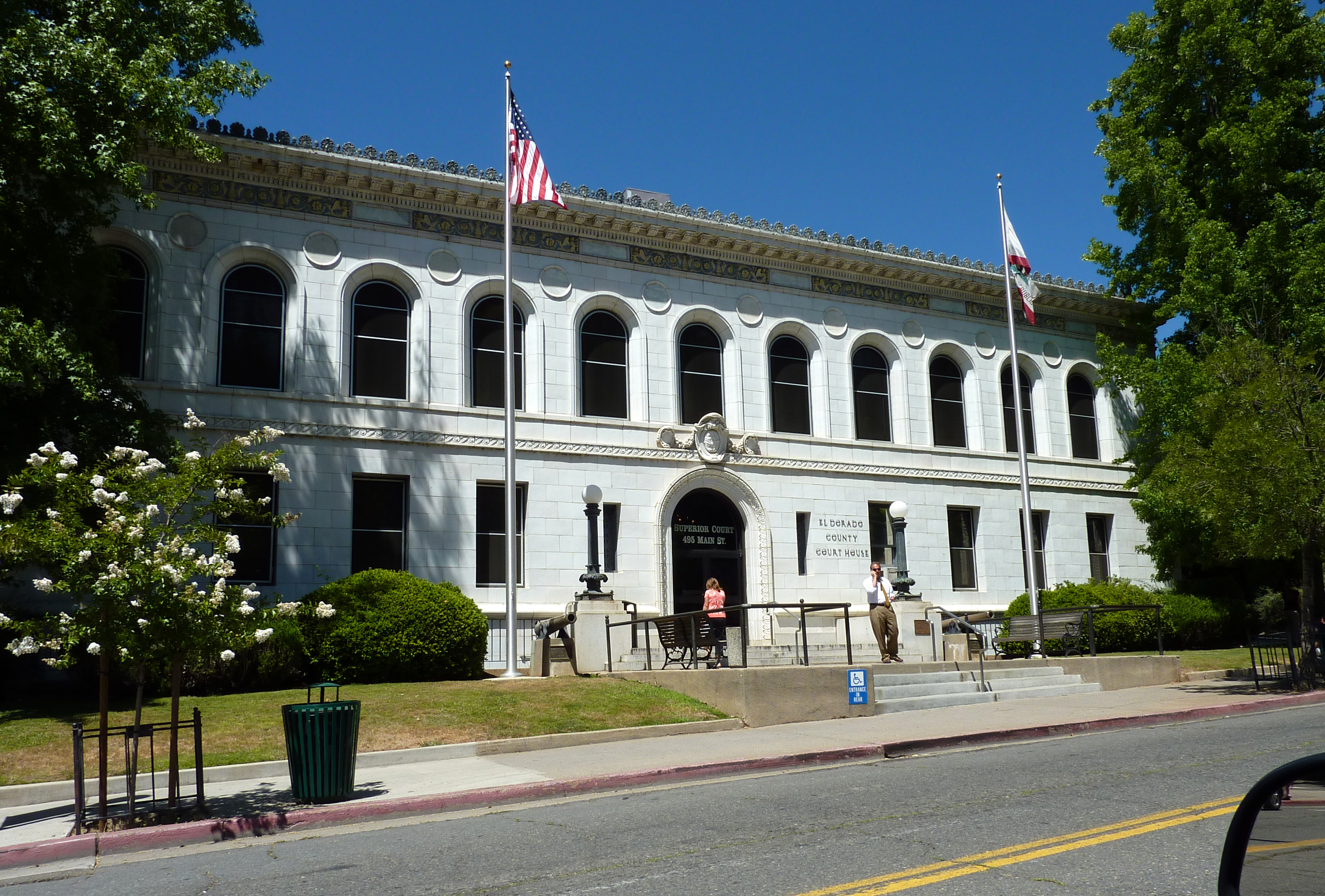
Будівля окружного суду округу Ель-Дорадо, Каліфорнія

В Російській імперії окружні суди були створені відповідно до положень судової реформи 1864 року. На початок ХХ ст. в імперії функціонували 106 окружних судів.

## Україна
На території Наддніпрянської України окружні суди, створені судовою реформою 1864 року, продовжували діяти до 1917—1920 років.
Власна система окружних судів існувала на західноукраїнських землях під Австрією, відповідно до австрійського Положення про суд 1849 року. У Галичині було утворено 218 судових повітів (на початку ХХ ст. їх кількість скорочено до 190).
Після проголошення у листопаді 1918 року ЗУНР, на території держави було утворено 12 судових округів, до складу яких увійшло 130 судових повітів.
З проголошенням на українських землях радянської влади окружні суди були нижчою інстанцією радянської судової системи, вони замінили губернські суди після скасування поділу УСРР на губернії та введення поділу території республіки на округи (з 1 серпня 1925 року). У вересні 1930 року окружні суди в УСРР було ліквідовано і замість них створено міжрайонні суди.
У сучасній Україні окружні суди створено в системі адміністративної юстиції (див. Адміністративний суд (Україна)).
Законом України «Про забезпечення права на справедливий суд» (ч. 2 ст. 26) передбачено створення апеляційних округів, де будуть діяти [окружні] апеляційні суди з розгляду цивільних і кримінальних справ.
Крім того, відповідно до указів Президента України передбачається створення в Україні замість районних, міських, районних у містах та міськрайонних судів окружних судів як судів першої інстанції, а також окружних господарських судів як господарських судів першої інстанції.